# Gouveia, Minas Gerais
Gouveia là một đô thị thuộc bang Minas Gerais, Brasil. Đô thị này có diện tích 874,927 km², dân số năm 2007 là 11569 người, mật độ 13,6 người/km².